# میانگین متحرک خودهمبسته یکپارچه
در آمار و اقتصادسنجی و به ویژه در تحلیل سری‌های زمانی، یک میانگین متحرک خودهمبسته یکپارچه(ARIMA) یک مدل گسترده‌تر از میانگین متحرک خودهمبسته(ARMA) است. این مدل‌ها در سریهای زمانی برای فهم بهتر مدل یا پیش‌بینی آینده به کار می‌روند. این مدل‌ها در جایی که داده‌ها ایستا -stationary) باشند به کار می‌روند. در این حالت با یک بار تفاضل گیری(متناظر با جز "یکپارچه"(integrated non-stationary بودن داده‌ها از بین می‌رود و امکان برآورد یک ARMA در داده‌های جدید به وجود می‌آید.
این مدل در اکثر موارد به صورت (ARIMA(p،d،q نشان داده می‌شود که در آن p و d و q اعداد حقیقی غیرمنفی هستند که درجه خودهمبستگی، یکپارچگی و میانگین متحرک را معلوم می‌کنند. مدل‌های ARIMA بخش مهمی از رویکرد باکس-جنکینز به مدل‌های سری زمانی را می‌سازند. در صورتی که یکی از جزءها برابر با صفر باشند معمولاً به صورت AR، I یا MA نوشته می‌شود. برای مثال یک (I(۱ همان مدل (ARIMA(۰٬۱٬۰ است یا (۱)MA همان (ARIMA(۰٬۰٬۱ است.

## تعریف
به ازای یک سری زمانی {\displaystyle X_{t}}داده شده که در آن {\displaystyle t}یک عدد صحیح شاخص و {\displaystyle X_{t}}اعداد حقیقی هستند، در اینصورت ARMA(p، q) به صورت زیر است:
{\displaystyle \left(1-\sum _{i=1}^{p}\alpha _{i}L^{i}\right)X_{t}=\left(1+\sum _{i=1}^{q}\theta _{i}L^{i}\right)\varepsilon _{t}\,}
که در آن {\displaystyle L}اپراتور تاخیر و {\displaystyle \alpha _{i}}پارامترهای بخش خودگردان مدل هستند و{\displaystyle \theta _{i}} پارامترهای بخش میانگین متحرک هستند و {\displaystyle \varepsilon _{t}}بخش خطای مدل. ترم‌های خطا {\displaystyle \varepsilon _{t}} به‌طور کلی فرض می‌شوند متغیرهای تصادفی با توزیع مستقل و یکسان هستند. متغیرهای تصادفی از توزیع‌های نرمال با میانگین صفر برداشته می‌شوند.
فرض کنید که چندجمله‌ای {\displaystyle \left(1-\sum _{i=1}^{p}\alpha _{i}L^{i}\right)} یک ریشه واحد از درجه "d" دارد. در اینصورت می‌توان نوشت:
{\displaystyle \left(1-\sum _{i=1}^{p}\alpha _{i}L^{i}\right)=\left(1+\sum _{i=1}^{p-d}\phi _{i}L^{i}\right)\left(1-L\right)^{d}.}
یک مدل ARIMA(p،d،q) فاکتورهای این چندجمله‌ای را به صورت زیر بیان می‌کنند: 
{\displaystyle \left(1-\sum _{i=1}^{p}\phi _{i}L^{i}\right)\left(1-L\right)^{d}X_{t}=\left(1+\sum _{i=1}^{q}\theta _{i}L^{i}\right)\varepsilon _{t}\,}
و بنابراین می‌تواند به صورت یک نمونه خاص ARMA("p+d"،"q") که دارای بخش خودگردانی با ریشه‌های واحد است دیده شود.به همین دلیل هر ARIMA با "d" >۰ به‌طور کلی stationary نیست.

## دیگر مدل‌های خاص
مشخصه فاکتورگیری بخش چندجمله‌ای خودگردان به صورت بالا، می‌تواند به موارد دیگر نیز تعمیم داده شود. اولاً وجود چندجمله‌ای برای بخش میانگسن متحرک و ثانیاً برای شمول دیگر فرم‌های مدل.برای مثال، داشتن فاکتور{\displaystyle \left(1-L^{s}\right)} در مدل یک روش برای ایجاد non-stationarity فصلی دوره "s" در مدل است.مثال بعدی فاکتور 
{\displaystyle \left(1-{\sqrt {3}}L+L^{2}\right)} است که شامل یک non-stationary فصلی دوره ۱۲ است.اثر فاکتور نوع اول این است که اجازه می‌دهد تا مقدار عرض از مبدأ هر فصل به‌طور مجزا تغییر کند درصورتی‌که در نوع دوم این مقدار برای همه فصل‌ها با هم تغییر می‌کند. 
شناسایی و تعیین درجه هربخش ARIMA مرحله مهمی در مدلسازی است زیرا می‌تواند سبب کاهش تعداد متغیرهای مورد برآورد در مدل شود.

## پیش‌بینی با مدل‌های ARIMA
مدل هایARIMA برای داده‌های با فرایندهایnon-stationary که روندهایی کاملاً قابل تشخیص دارند به کار می‌روند:
- یک روند ثابت (با میانگین صفر) مدل شده به صورت {\displaystyle d=0}
- یک روند خطی (برای مثال رفتار رشد خطی) مدل شده به صورت{\displaystyle d=1}
- یک روند مربعی (برای مثال رفتار رشد مرتبه دوم) مدل شده به صورت {\displaystyle d=2}

در این موارد مدل ARIMA را می‌توان به صورت ترکیبی از دو مدل دید. اولیnon-stationary است:
{\displaystyle Y_{t}=\left(1-L\right)^{d}X_{t}}
در حالیکه دومی wide-stationary است:
{\displaystyle \left(1-\sum _{i=1}^{p}\phi _{i}L^{i}\right)Y_{t}=\left(1+\sum _{i=1}^{q}\theta _{i}L^{i}\right)\varepsilon _{t}\,.}
در این حالت تکنیک‌های استاندارد پیش‌بینی می‌تواند برای فرموله کردن فرایند {\displaystyle Y_{t}} به کار رود و سپس با داشتن تعداد کافی مشاهدات اولیه به پیش‌بینی {\displaystyle X_{t}} پرداخت.

## مثال‌ها
بعضی از مثال‌های معروف به سادگی به دست می‌آیند.برای مثال ARIMA(۰،۱،۰) به صورت زیر نشان داده می‌شود که یک قدم تصادفی است:
{\displaystyle X_{t}=X_{t-1}+\varepsilon _{t}}
تعدادی از نمونه‌های ARIMA به گستردگی به کار می‌روند.برای مثال اگر سری زمانی‌های چندتایی به کار روند {\displaystyle X_{t}} را می‌توان به صورت برداری دید و استفاده از یک VARIMA مناسب به نظر می‌رسد. گاهی موارد به وجود یک اثر فصلی در مدل ظنین می‌شویم. برای مثال مدل حجم ترافیک روزانه راه‌ها را در نظر بگیرید.به سادگی مشاهده می‌شود که تعطیلات آخر هفته داده‌های متفاوتی از دیگر ایام هفته نشان می‌دهد.در این موارد به نظر درست تر می‌آید که به جای استفاده از مدلARIMA با درجه AR یا MA بزرگتر از مدل SARIMA (ARIMA فصلی) استفاده شود.اگر فکر می‌کنیم سری زمانی ممکن است وابستگی بلند مدت از خود نشان دهد در اینصورت پارامتر{\displaystyle d} می‌تواند با مقادیر غیر صحیح جایگزین شود که در اینصورت به مدل ARIMA نسبی(FARIMA یا ARFIMA) گفته می‌شود.

## لینک‌های دیگر
- The US Census Bureau uses ARIMA  for "seasonally adjusted" data (programs، docs، and papers here)